# Daniil (cantante)
Daniil, pseudonimo di Daníel Moroshkin (Neskaupstaður, 30 dicembre 2001), è un cantante e rapper islandese di origini russe.

## Biografia
Daniil si è fatto conoscere con l'album in studio 300, con cui ha ottenuto la sua prima numero uno nella Tónlistinn. Il suo primo EP, intitolato S4W e pubblicato nell'ottobre 2021, ha piazzato tre tracce su cinque nella classifica dei singoli nazionale.
Nel maggio 2022 ha collaborato con Joey Christ in Ef þeir vilja beef, che ha infranto il primato per la canzone più ascoltata in una giornata in terra islandese su Spotify, debuttando sul podio della hit parade pubblicata dalla Félag Hljómplötuframleiðenda. Il brano ha anticipato il secondo LP dal titolo 600, arrivato al vertice della Tónlistinn. Lo stesso disco contiene un altro successo, Aleinn, il terzo brano di maggior successo dell'intero 2023. Sia 300 che 600 hanno ricevuto la certificazione d'oro, equivalente a 2 500 unità. Daniil è stato candidato per la prima volta all'Íslensku tónlistarverðlaunin nell'edizione del 2024, edizione in cui ha ottenuto la nomination nella categoria di artista pop, rock, hip hop o elettronico dell'anno.
Nell'aprile 2025 è avvenuta la pubblicazione del terzo LP Brat, che ha esordito direttamente in cima alla graduatoria islandese; inoltre, lo stesso disco ha collocato le dieci tracce nella top 25 della hit parade, di cui tre nella top ten.

## Discografia

### Album in studio
- 2019 – 300
- 2023 – 600
- 2025 – Brat

### EP
- 2021 – S4W

### Singoli
- 2018 – Draco
- 2019 – Lífsstíll (con Gvdjon e Þorri)
- 2019 – Stór Audi (feat. Yung Nigo Drippin')
- 2019 – Múlalala
- 2020 – Leðurblaka
- 2021 – Fastur
- 2022 – Ef þeir vilja beef (con Joey Christ)
- 2023 – Elska (con Lil Binni)
- 2024 – Sama um (con Patrik)
- 2024 – Sólinni (con Aron Can)
- 2024 – Andvaka (con Ízleifur)
- 2024 – Freak
- 2025 – Hjörtu (con Birnir)
- 2025 – Huganum af þér (con Maron Birnir)
- 2025 – Uppi (con Joey Christ)
- 2025 – En ekki hvað? (con Emmsjé Gauti e Saint Pete)
- 2025 – Góður dagur (con Páll Óskar)